# Рупьмайзе
Рупьмайзе (латыш. rupjmaize) — распространённый в Латвии сорт ржаного хлеба приготовленный по традиционной рецептуре.
Рупьмайзе важная часть материальной и духовной культуры Латвии, которая связана с национальной идентичностью и является важным её символом; рупьмайзе включен в Культурный канон Латвии, среди 99 самых выдающихся и значимых культурных ценностей латвийского народа.
Включён в реестр национальных продуктов Европейского союза с указанием географического места происхождения.

## Рецепт
По традиционному латышскому рецепту хлеб выпекают из грубой ржаной муки (1740 и 1800 типа) в дровяной печи. В тесто добавляют солод и тмин, что придаёт хлебу характерный вкус и запах. Тесто бродит не менее двенадцати часов. Буханки формируются вручную. Выпекается с тёмной корочкой, которая смазывается крахмалом.

## История блюда
Первые письменные упоминания латвийского ржаного хлеба встречаются в книге рецептов за 1901 год.